# Stadio Franco Ossola
Het Stadio Franco Ossola (ook wel bekend als Luigi Ganna Velodrome) is een voetbalstadion in Varese, Italië, dat plaats biedt aan 8.213 toeschouwers. De bespeler van het stadion is Varese. 
Gebouwd in 1925, heette het stadion eerst Stadio del Littorio, maar in september 1950 werd de naam veranderd in nagedachtenis aan Franco Ossola, een Italiaanse voetballer uit de stad Varese en speler van Torino. Hij overleed bij de Superga-vliegramp. Oorspronkelijk konden er 23.000 fans in het stadion, maar de capaciteit werd verkleind vanwege veiligheidsredenen. 
Er zijn plannen om het stadion uit te breiden naar een met 10.000 zitplaatsen. Die moet het huidige stadion dan gaan vervangen.
Giuseppe Meazza (AC Milan/Inter Milan) ·
Olimpico (AS Roma/SS Lazio) ·
Atleti Azzuri (Atalanta Bergamo) ·
Renato Dall'Ara (Bologna) ·
Giovanni Zini (Cremonese) ·
Carlo Castellani (Empoli) ·
Artemio Franchi (Fiorentina) ·
Marcantonio Bentegodi (Hellas Verona) ·
Allianz Stadium (Juventus) ·
Via del Mare (Lecce) ·
Brianteo (Monza) ·
Diego Armando Maradona (Napoli) ·
Arechi (Salernitana) ·
Luigi Ferraris (Sampdoria) ·
Città del Tricolore (Sassuolo) ·
Alberto Picco (Spezia) ·
Olimpico di Torino (Torino) ·
Friuli (Udinese)
Cino e Lillo Del Duca (Ascoli) ·
San Nicola (Bari) ·
Ciro Vigorito (Benevento) ·
Mario Rigamonti (Brescia) ·
Unipol Domus (Cagliari) ·
Pier Cesare Tombolato (Cittadella) ·
Giuseppe Sinigaglia (Como) ·
San Vito-Gigi Marulla (Cosenza) ·
Benito Stirpe (Frosinone) ·
Luigi Ferraris (Genoa) ·
Alberto Braglia (Modena) ·
Renzo Barbera (Palermo) ·
Ennio Tardini (Parma) ·
Renato Curi (Perugia) ·
Garibaldi-Romeo Anconetani (Pisa) ·
Oreste Granillo (Reggina) · 
Paolo Mazza (SPAL) ·
Druso (Südtirol) ·
Libero Liberati (Ternana) ·
Pierluigi Penzo (Venezia)